# Comuna Șklîn, Horohiv
Șklîn (în ucraineană Шклинь) este o comună în raionul Horohiv, regiunea Volînia, Ucraina, formată din satele Șklîn (reședința) și Șklîn Druhîi.

## Demografie
Componența lingvistică a satului Șklîn
     Ucraineană (99,29%)
     Alte limbi (0,7%)
Conform recensământului din 2001, majoritatea populației satului Șklîn era vorbitoare de ucraineană (99,29%), existând în minoritate și vorbitori de alte limbi.